# Singur de Crăciun
Singur de Crăciun (titlu original: Alone for Christmas) este un film de Crăciun american din 2013 regizat de Joseph J. Lawson. Scenariul este realizat de Nancy Leopardi după o povestire de Naomi L. Selfman. Rolurile principale au fost interpretate de actorii David DeLuise, Kim Little și Davis Cleveland. Filmul este produs de The Asylum și are un scenariu asemănător seriei de filme Singur acasă - diferența fiind că cel care apară casa de hoți este un câine.

## Prezentare
O familie pleacă în vizită la bunici în Ajunul Crăciunului, în timp ce câinele lor rămâne singur acasă. Trei hoți încearcă să fure toate cadourile de sub brad iar câinele trebuie să folosească fiecare truc pe care-l știe ca să-i oprească.

## Distribuție
- David DeLuise ca Tata
- Kim Little ca Mama
- Davis Cleveland ca Dillon
- Gerald Webb ca Columbus (voce)
- Natalie Jane ca KC
- Kevin Sorbo ca Quentin
- Jeremy Mascia ca Jake
- Jonathan Nation ca Anthony
- Justin Hoffmeister ca Rob
- câinele Hooligan - ca  Bone
- Bill Pomeroy ca Bone (voce) (ca William R. Pomeroy)
- John Kenward ca Phil
- câinele Torpedo - Columbus
- Kevin Yarbrough ca Cupcake (voce)
- câinele Hitchcock ca Cupcake

## Primire
Pe web-site-ul Rotten Tomatoes are un scor de 2,0 din 5 pe baza a 19 recenzii.